# Port lotniczy Thakurgaon
Port lotniczy Thakurgaon (IATA: TKR, ICAO: VGSG) – port lotniczy położony w mieście Thakurgaon, w Bangladeszu.